# Lars Roar Langslet
Lars Roar Langslet (* 5. März 1936 in Nes, Buskerud; † 18. Januar 2016) war ein norwegischer konservativer Politiker (Høyre), Ideenhistoriker und Schriftsteller.

## Leben und politische Laufbahn
Langslet erwarb in Norwegen nach seinem Wehrdienst den Grad eines Magister artium (MA) in Ideengeschichte. Er war von 1957 bis 1968 Redakteur der Zeitschrift Minerva und im Jahr 1960 Leiter des Verbandes Det Norske Studentersamfund.
In seiner politischen Laufbahn war er zunächst von 1970 an Mitglied des Zentralvorstandes der Høyre, Abgeordneter für Oslo im Storting von 1969 bis 1989 sowie Vorsitzender des Kirchen- und Unterrichtsausschusses von 1973 bis 1980.
Er war 1981 bis 1986 Minister für Kultur und Wissenschaft in der Regierung Kåre Willoch. Zu diesem Ministerium gehörte traditionell auch eine Kirchenabteilung. Da das norwegische Gesetz einem Katholiken (wie Langslet) nicht die Zuständigkeit für dieses Thema erlaubte, wurde diese Abteilung ausgegliedert.
Zu den wichtigsten Zielen Langslets als Kulturminister zählte es, nach lebhafter öffentlicher Debatte das seit 1933 bestehende Monopol des staatlichen (und werbefreien) Fernseh- und Hörfunksenders NRK (Norsk rikskringkasting) zu beenden, der damals nur ein Hörfunk- und ein Fernsehprogramm betrieb. Durch eine Gesetzesänderung entstanden von 1981/82 an nach Abgabe von Lizenzen die ersten und zunächst noch werbefreien Lokalsender („nærradioer“). In der Folge entwickelte sich daraus bis heute eine beträchtliche Vielfalt privat betriebener lokaler, regionaler und landesweiter Sender.

## Spätere Aufgaben
Nach seiner aktiven politischen Zeit war Langslet 1989/1990 Kulturdirektor in Oslo und Kolumnist der Zeitung Aftenposten. Er war u. a. Mitglied der Norwegischen Akademie für Sprache und Literatur (Det Norske Akademi for Sprog og Litteratur) und deren Präsident („Preses“) von 1995 bis 2011. Langslet schrieb zahlreiche Bücher, darunter mehrere Biografien, sowie – 1991 unter dem Pseudonym Bendik Rosenlund – den Kriminalroman Mord ved statsministerens kontor (Mord im Büro des Ministerpräsidenten).

## Preise und Ehrungen
- Lytterprisen, vergeben durch Riksmålsforbund 1977 (Norwegen)
- Ritter des Gregoriusordens mit Stern 1980 (Vatikanstaat)
- Fritt Ords honnør 1984 (Norwegen)
- Kommandeur des Ordens für Kunst und Literatur 1986 (Frankreich)
- Großoffizier des Verdienstordens Adolf von Nassau 1990 (Luxemburg)
- Norsk språkpris 1992 (Norwegen)
- Kommandeur des isländischen Falkenordens 1993 (Island)
- Kommandeur des Dannebrogordens 1996 (Dänemark)
- Kommandeur des St. Olav Ordens 1996 (Norwegen)
- Karen Blixen-Medaille 2007 der dänischen Akademie (Dänemark)

## Bibliographie (Auswahl)
- Arv og utsyn (1962)
- Den unge Karl Marx og menneskets fremmedgjørelse (1963)
- Konservatismen fra Hume til idag (1965)
- Kirken i dialog (1968)
- Enhet og mangfold (1969)
- Forandre for å bevare (1969)
- Fra sidelinjen (1974)
- Frihet og orden (1974)
- Konservatismens historie (1975)
- Uro i skolen (1977)
- Om alle Land laa øde – Petter Dass (1984)
- Keiseren og eplekvistene (1987)
- Mennesker og milepæler (1988)
- John Lyng – samarbeidets arkitekt (1989)
- Mord ved statsministerens kontor (1991) (unter dem Pseudonym Bendik Rosenlund)
- Kong Olav V av Norge (1992)
- Henrik Ibsen – Edvard Munch – To genier møtes (1994)
- Fra innsiden – Glimt fra et halvt liv i politikken (1994)
- Olav den Hellige (1995, neue Ausgabe 1998)
- Ibsen – Norges store dramatiker (1995)
- Rev eller pinnsvin? Tre essays om Hamsun (1995)
- Hamsun – det skiftende spillets dikter (1996)
- Kongen taler (1996)
- Christian IV (1997, Neuausgabe 1999)
- Christian Frederik (1. Band 1998, 2. Band 1999)
- I kamp for norsk kultur: riksmålsbevegelsens historie gjennom 100 år (1999)
- Christian IV (1997, neue Ausgabe 1999)
- Christian Frederik (1. Band 1998, 2. Band 1999)
- Sønnen (Biografie zu Sigurd Ibsen, dem Sohn Henrik Ibsens, 2004)
- Den store ensomme (Biografie zu Ludvig Holberg, 2005)
- Veivisere – Ni norske profiler (2009)
- Konservatisme på norsk – Elleve historiske portretter (2011)